# Samfood & Co
Samfood är ett varumärke som ägs av livsmedelsföretaget Atria Sweden AB. Samfood var tidigare även ett livsmedels-, stycknings- och förädlingsföretag för kött med produktion i Malmö. År 1998 hade företaget runt 1500 anställda, med en omsättning på 2,5 miljarder SEK.  2002 såldes företaget till den finska livsmedelskoncernen Atria som fusionerade företaget med sitt svenska dotterbolag AB Lithells och bildade Atria Sverige. När Atria förvärvade livsmedelskoncernen Sardus 2007 blev företaget Atria Scandinavia, som 2018 bytte namn till Atria Sweden AB. 